# Protospatario
Il significato del titolo protospatario, "primo spatharios", indica chiaramente il suo ruolo originario di comandante dell'ordine (taxis) degli spatharioi, le guardie imperiali, attestato a partire dal VI secolo. Probabilmente sotto gli Eraclidi divenne un titolo puramente onorifico, scevro di ogni componente militare, attribuito alle più alte cariche provinciali e di corte, così come a sovrani alleati.

## Storia
Il primo riferimento documentato alla nuova connotazione assunta dal titolo la fornisce lo storico bizantino Teofane Confessore, che parla di un certo "Sergio, protospatario e stratego della Sicilia". Nel tardo IX secolo, la carica di protospatario si collocava al di sotto di quella di patrikios e al di sopra di quella di dishypatos. Il conferimento del titolo determinava in via automatica l'ingresso nel Senato bizantino. Era pertanto una carica molto ambita, come ci riferisce nel suo "De Administrando Imperio" Costantino Porfirogenito a proposito di un anziano ecclesiastico che pagò 19,4 kg di oro per ottenere il titolo. Come anche per gli altri titoli onorifici imperiali, la carica di protospatario perse la sua importanza originaria, a seguito delle numerosissime attribuzioni che i Comneni fecero di simili onorificenze dietro compenso per rimpinguare le casse dello Stato.
L'ultimo utilizzo attestato risale al 1115, sebbene il "De Officiis" dello pseudo-Kodinos parli ancora di questa onorificenza nel XIV secolo.
Secondo il "Klētorologion" di Filoteo, i possessori di questo titolo si distinguevano tra eunuchi (ektomiai) e non-eunuchi (barbatoi, letteralmente "quelli con la barba"). Il simbolo della carica era una collana d'oro decorata con perle (per gli eunuchi) mentre per i non-eunuchi le perle erano sostituite da pietre preziose. La veste era bianca, decorata con oro e risvolti porpora, parimenti decorati con oro (sebbene le raffigurazioni varino a seconda dell'epoca). Nel "De Officiis" la veste del protospatario è costituita da una tunica di fili d'oro intrecciati, recante l'immagine dell'imperatore sul trono davanti e in sella ad un cavallo sul retro, un caffettano dorato e un copricapo di tipo klapōton.